# موريس أ. برستون
موريس أ. برستون (بالإنجليزية: Maurice A. Preston)‏ هو ضابط أمريكي، ولد في 25 نوفمبر 1912 في ويد في الولايات المتحدة، وتوفي في 25 يناير 1983 في بيثيسدا في الولايات المتحدة.